# Frédéric Merlo
Pour les articles homonymes, voir Merlo.
Frédéric Merlo est un acteur français né en 1957. Il a fait ses études de comédien au Théâtre national de Chaillot sous la direction d'Antoine Vitez, aux côtés de Marianne Denicourt, Valérie Dréville, Farida Rahouadj, Redjep Mitrovitsa, Mireille Perrier, Philippe Girard,  Anne Benoît, Brigitte Sy, Eva Ionesco, etc.

## Biographie
Il commence sa carrière au théâtre, dans de nombreux rôles principaux (Titus dans Bérénice de Racine, Lélio dans La Fausse Suivante de Marivaux, Amphitryon et Jupiter dans Amphitryon de Molière, etc.)  . 
Ensuite, il partage sa carrière entre la scène et l'écran.  
Il a joué dans la série française Le Bureau, adaptation de la célèbre série britannique The Office, où il est Daniel Gabarda, le chef comptable, et dans la série policière Sur le Fil, produite et diffusée par France 2, où il tient le rôle du légiste.
C'est également un pédagogue reconnu, qui a eu pour élèves de nombreux comédiens (Sidse Babett Knudsen, Jonathan Zaccaï, Sylvain Boccara, Emmanuelle Lafon) auteurs (Denis Lachaud, Boris Le Roy) ou metteurs en scène (Jean-Baptiste Sastre), ainsi que l'humoriste Roman Doduik.[réf. souhaitée]

## Théâtre
- 1988 : Le Misanthrope de Molière, mise en scène Antoine Vitez, Théâtre national de Chaillot
- 1988 : Anacona de Jean Métellus, mise en scène Antoine Vitez, Théâtre national de Chaillot

## Filmographie sélective
- 2025 : La Bonne Étoile de Pascal Elbé
- 2023 : Alphonse de Nicolas Bedos (série Prime Vidéo) : Proviseur
- 2023 : Les Trois Mousquetaires : D'Artagnan de Martin Bourboulon : Laquais propriété de Valcour
- 2022 : Capitaine Marleau (épisode : la der des der) réalisé par Josée Dayan: Roland, la sentinelle
- 2022 : Qu'est-ce qu'on a tous fait au Bon Dieu ? de Philippe de Chauveron : Le majordome
- 2021 : On est fait pour s'entendre de Pascal Elbé : Frédéric
- 2021 : Eiffel de Martin Bourboulon : Georges
- 2018 : L'amour est une fête de Cédric Anger : Robert
- 2016 : Ils sont partout d'Yvan Attal : le prêtre
- 2014 : Tu veux ou tu veux pas de Tonie Marshall: Renaud
- 2013 : Grand Départ de Nicolas Mercier : L'employé des pompes funèbres
- 2011 : Le Grand Méchant Loup  de Nicolas et Bruno : Le mari de la voisine
- 2007 : Sur le Fil réalisé par Frédéric Berthe : Le légiste
- 2006 : Le Bureau  de Nicolas et Bruno : Daniel Gabarda
- 2004 : Les Rivières pourpres 2 : les Anges de l'Apocalypse d'Olivier Dahan : Médecin
- 2002 : Le Boulet de Alain Berbérian, Frédéric Forestier : Le gardien de parking
- 1999 : Les Passagers de Jean-Claude Guiguet : le contrôleur
- 1989 : La Révolution française de Robert Enrico,  Richard T. Heffron : Un vendeur de journaux